# Jaume Ferran i Clua

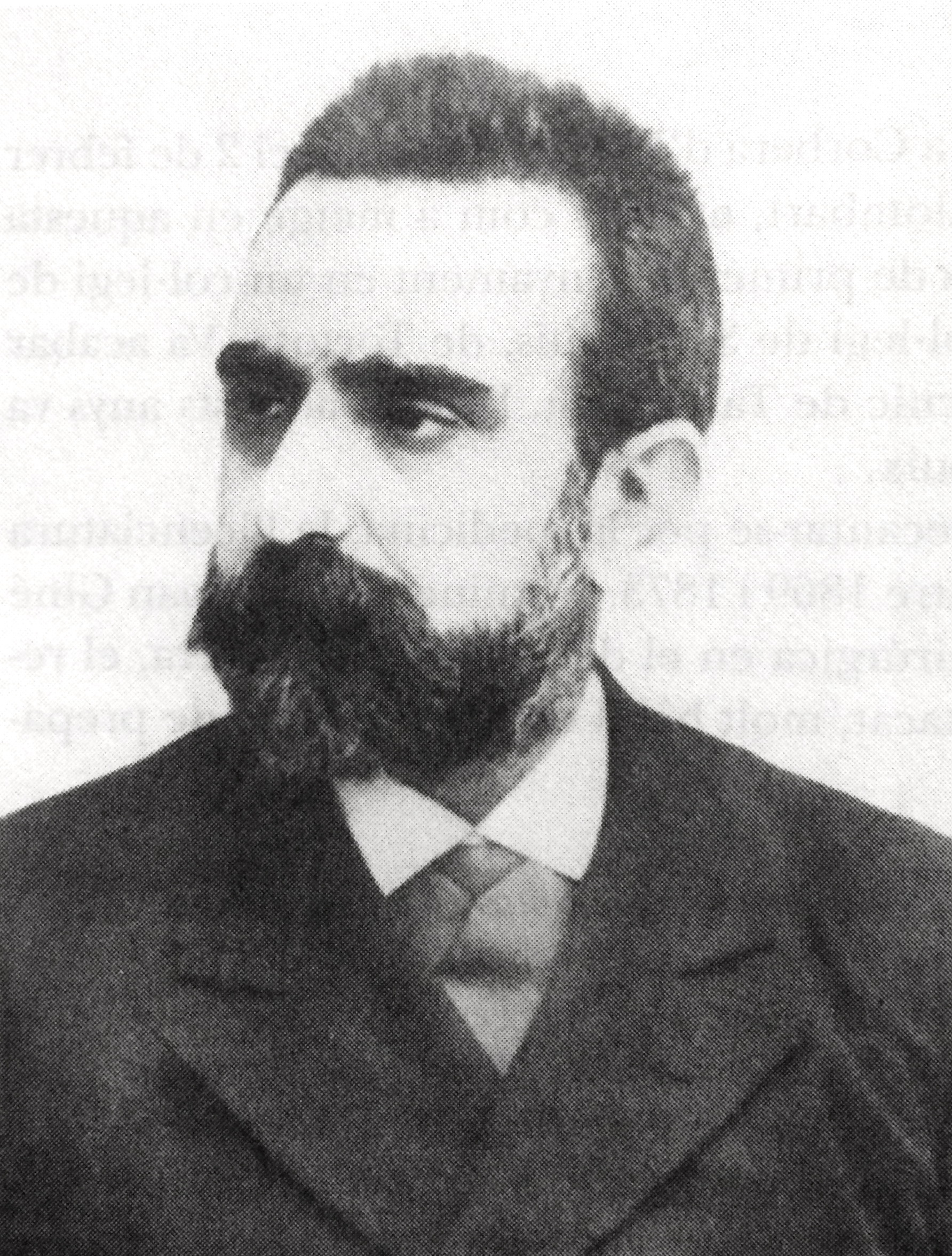
Jaume Ferran i Clua (1885)

Jaume Ferran i Clua (* 1. Februar 1851 in Corbera d’Ebre, Tarragona; † 22. November 1929 in Barcelona) war ein spanischer Arzt und Bakteriologe.
Der Sohn eines Dorfarztes absolvierte seine Schulbildung in Tarragona und sein Medizinstudium an der Universität Barcelona. 1884 prämierte die Real Academia de Medicina seine Denkschrift Memoria sobre el parasitismo bacteriano,
und die Stadtverwaltung Barcelonas entsandte ihn zum Studium der Choleraepidemie nach Marseille.
1885 führte Ferrán bei der Epidemie in Valencia Massenimpfungen mit dem von ihm entwickelten Choleraimpfstoff durch. Unter den Zeitgenossen war seine Vorgangsweise zunächst umstritten, später setzte sich jedoch die Auffassung durch, dass seine Aktion ungeachtet mancher Anfangsprobleme mit dem Lebendimpfstoff als positive Pioniertat zu werten sei.

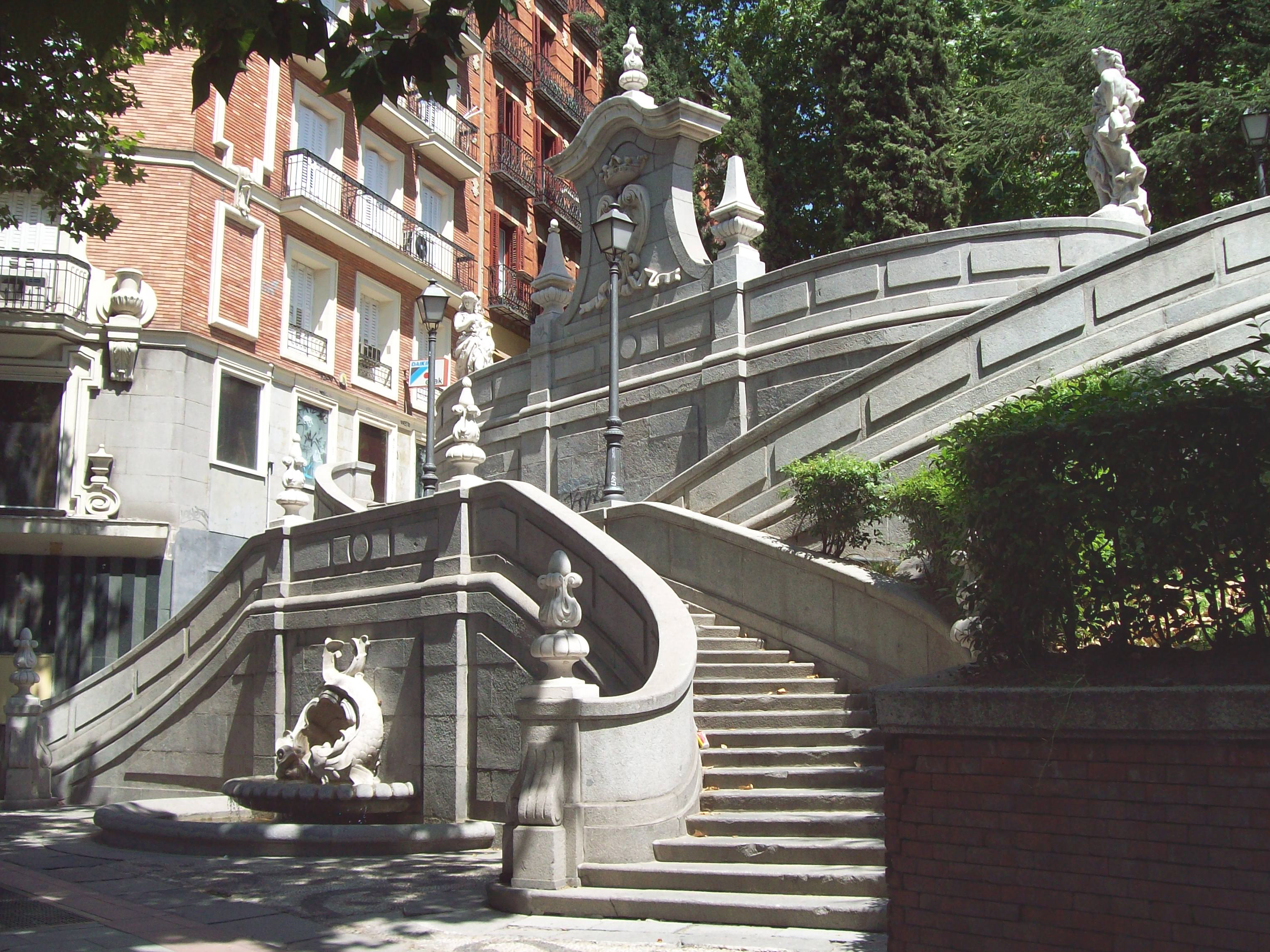
Denkmal für Jaume Ferran in Madrid

Kritisiert wurde Ferrán, da er die Methoden zur Herstellung des Impfstoffs geheim hielt. Zur Rechtfertigung behauptete er, er benötigt Entschädigung für die Schaffung des Impfstoffs, um sein Studium und seine Familie zu finanzieren. Während des Restes seiner Karriere entwickelte Ferrán Impfstoffe gegen Pest, Tetanus, Typhus, Tuberkulose und Tollwut.